# 문정원 (배구 선수)
문정원(1992년 3월 24일 ~ )은 대한민국의 여자 배구 선수이며, 김천 한국도로공사 하이패스 소속이다. 2011년 8월 29일 열린 2011-2012시즌 여자 신인선수 드래프트에서 2라운드 4순위로 한국도로공사 하이패스 제니스에 입단하였다. 왼손잡이로 기교에 능한 모습을 보여줬다. 초등학교 시절에는 100, 200m 단거리 육상선수였으나 중학교 1학년 때 배구로 전향했다. 서브 능력이 상당히 돋보이는 선수로 "서브 퀸", "서브 여왕" 등으로 불리며, V - 리그 여자 배구선수들 중 수비 및 리시브 능력도 매우 뛰어난 편에 속하는 선수라 소속팀 내에서 임명옥과 함께 2人 리시브 체제를 구축하고 있는 선수다.

## 유년기, 아마추어 시절
광주광역시 출신으로 흔히 알려져 있었으나 부산광역시 출신으로 확인되었으며, 1992년 3월 24일 부산광역시에서 출생해 초등학교 5학년 때까지 부산광역시에서 자라왔다. 토성초등학교에서 재학하다가, 6학년 때 광주송원초등학교 배구부에 스카웃이 되면서 광주송원초등학교로 전학을 갔고, 이후 광주광역시에서 중학교와 고등학교 시절을 보냈다. 고등학교 시절 송원여자상업고등학교 배구부가 해체되자 목포여자상업고등학교로 전학을 하였다. 송원여자상업고등학교 배구부에서는 백목화와 함께 마지막으로 남은 프로로 진출한 선수 중 한 명이었다.

## 프로리그
- V리그 개인 최다 득점

2014년 12월 10일 흥국생명전 20득점(공격 16점, 서브에이스 4점)

### 2011-2014 시즌
외국인 선수와 자리가 겹치는 오른쪽 공격수라 출전 기회를 잡지 못하고, 원 포인트 서버와 후위 수비로 간간히 출전하였다.
3시즌 동안 출전경기가 17경기 26세트에 불과해 장래 문제로 은퇴를 고려하기도 했다.

### 2014-2015 시즌
2014 안산 우리카드컵 프로배구대회에서 오른쪽 주 공격수로 팀내 가장 많은 득점을 얻어 가능성을 인정받았지만, 시즌 개막 후는 니콜 포셋과 겹치는 위치라서 출전 기회를 잡지 못했다. 하지만, 시즌 초반 같은 팀 윙 리시버들이 불안한 모습이 계속 보여주자, 팀 동료 김해란의 건의로 오른쪽 공격수임에도 서브 리시브와 수비를 담당하는 수비형 라이트 역할을 맡게 되었다. 2014년 11월 8일 현대건설전에 처음 선발 출전하여 우려와는 달리, 기대 이상으로 안정적인 모습을 보여주었고 공격은 물론 서브에서도 좋은 성적을 거두자, 주전으로 발탁되었다.
선발 고정 후, 위력적인 서브와 안정적인 리셉션으로 도로공사 리시브 라인의 핵심 선수로 자리잡았고, 꾸준한 활약으로 전문 위원회 추천 올스타로, 생애 첫 올스타에 뽑혔다. 2015년 1월 25일 장충 체육관에서 열린 올스타전에서 스파이크 서브 콘테스트 여자부에 참가하여 88km의 서브를 성공시켜, 김희진과 이소영을 제치고 서브 퀸의 자리에 올랐다.
시즌 첫 경기를 시작으로, 27번째 경기까지 매 경기 서브 에이스를 기록해, 한국 프로배구 남녀부를 통틀어 최고 연속 기록을 세웠다. 시즌 막바지까지 폴리나 라히모바와 서브 1위 자리를 놓고 경쟁했으나, 아쉽게도 2위에 올랐다. 하지만, 도로공사의 고질적인 리시브 불안을 해결함으로써, 10년만에 도로공사가 정규우승을 하는데 큰 기여를 하였다.
- 11월 8일 현대건설전 경기 MVP(득점 10점, 블로킹 1점, 서브에이스 3점
- 11월 13일 흥국생명전 경기 MVP(득점 11점, 서브에이스 3점)
- 4 라운드 MVP (문정원 10표, 황연주 7표, 이효희 6표, 니콜 포셋 3표, 폴리나 라히모바 1표, 레이첼 루크 1표)
- 한국 V리그 최다 연속 경기 서브 에이스 기록 1위(27경기)
- V리그 서브 기록 역대 3위

(세트 당 0.56, 역대 1위는 2014-15 시즌 폴리나 라히모바의 0.629, 2위는 2012-13 시즌 니콜 포셋의 0.566)

### 2015-2016 시즌
8월 팀 연습 경기에서 공격 후 착지하다, 오른쪽 무릎 십자인대 파열 부상을 입었다. 그 여파로 시즌 전 경기를 결장하게 되었다.

### 2016-2017 시즌
시즌 초반 팀의 연패로 부상이 있음에도 조기 복귀하였다.수비와 리셉션은 어느 정도 예전 수준으로 올라왔으나, 부상 여파로 공격에서는 좋은 모습을 보여주지 못했다. 올스타 브레이크 이후 몸 상태가 좋아지면서 다시 주전 자리를 꿰찼고, 도로공사 선수중 유일하게 개인상(서브 1위)을 수상하는 등 예전 모습을 조금씩 회복했다.

### 2017-2018 시즌, 2018-2019 시즌
팀이 통산 처음으로 통합우승을 차지하던 해 라이트 공격수로서 좋은 활약을 보여주었고, 다음 시즌 준우승을 차지할 때도 서브에서 강한 면모를 과시하며 팀을 이끌었다.

### 2019-2020 시즌
2019-2020 시즌에는 팀이 최하위로 추락을 하는 바람에 문정원 본인도 좋은 활약을 보여주지 못했다.
2019-2020 시즌 종료 후 데뷔 이래 처음으로 FA 자격을 취득했으며, 원 소속팀 도로공사와 계약기간 3년, 계약금 1억 9천만원, 연봉 1억 6천만원, 옵션 3천만원까지 총액 5억 7천만원에 FA 계약을 체결하여 잔류하였다.

## 약력
- 2011년 세계청소년여자선수권대회 청소년 국가대표
- 2012년 제3회 아시아배구연맹 AVC컵 국가대표

## 수상 경력
- 2008년 춘계연맹전 여자 중등부 공격상
- 2011년	제66회 전국 남녀종별 배구선수권대회 여고부 서브상
- 2014-15 V리그 올스타전 스파이크 서브 콘테스트 여자부 1위
- 2014-15 V리그 4라운드 MVP
- 2016-17 V리그 서브 1위

## 명품 서브의 비법
문정원의 명품 서브는 배구 팬 사이에서 잘 알려져 있으며, 서브를 넣을 때 코트 광고판 끝에서
회오리 스텝을 밟으며 공중으로 날아올라 강력한
스냅으로 자신이 원하는 공략지점으로 서브를
보낸다. 이 때 공은 활처럼 휘어져 들어와
리시버들을 당황하게 만든다고 한다.